# Gildo Bocci
Gildo Bocci, de son vrai nom Ermenegildo Bocci, est un acteur italien, né à Rome le 1er septembre 1886 et mort dans cette ville le 22 juillet 1964.

## Filmographie partielle
- 1924 : Messaline (Messalina) d'Enrico Guazzoni
- 1924 : Quo vadis ? de Gabriellino D'Annunzio et Georg Jacoby
- 1926 : Les Derniers Jours de Pompéi (Gli ultimi giorni di Pompei) de Carmine Gallone et Amleto Palermi : Diomède
- 1939 : Ho perduto mio marito d'Enrico Guazzoni
- 1939 : Dora Nelson de Mario Soldati
- 1940 : Antonio Meucci d'Enrico Guazzoni
- 1942 : Via delle Cinque Lune  de Luigi Chiarini : Federico, le père d'Ines
- 1942 : La Belle Endormie (La bella addormentata) de Luigi Chiarini : Un marchand
- 1942 : La Farce tragique (titre original : La cena delle beffe) d'Alessandro Blasetti
- 1943 : Une nuit avec toi (Fuga a due voci) de Carlo Ludovico Bragaglia : Le vagabond
- 1943 : La valle del diavolo de Mario Mattoli
- 1951 : O.K. Néron ! (O.K. Nerone) de Mario Soldati : Burbo
- 1952 : Cour martiale (Il segreto delle tre punte) de Carlo Ludovico Bragaglia : Le commerçant
- 1952 : Le Roman de ma vie (Il romanzo della mia vita) de Lionello De Felice
- 1952 : La Fille du diable (La figlia del diavolo) de Primo Zeglio
- 1954 : Gran varietà de Domenico Paolella, section Il fine dicitore
- 1956 : Amours de vacances (Tempo di villeggiatura) d'Antonio Racioppi : Santino
- 1956 : Pauvres mais beaux (Poveri ma belli) de Dino Risi : Le père de Romolo
- 1957 : Beaux mais pauvres (Belle ma povere) de Dino Risi : Sor Nerone